# Pallavi Dani
Pour les articles homonymes, voir Dani.
Pallavi Dani est une mathématicienne indo-américaine et professeure agrégée de mathématiques à l'université d'État de Louisiane à Baton Rouge, en Louisiane. Son domaine de recherche est la théorie géométrique des groupes ; en particulier, elle étudie les invariants de quasi-isométrie (en) des groupes.

## Formation et carrière
Dani a obtenu un B.Sc. diplôme en mathématiques de l'université de Bombay à Bombay, en Inde. Elle a obtenu une maîtrise en mathématiques de l'université de Chicago en 2001 et son doctorat en mathématiques de l'université de Chicago en 2005. Sa thèse, intitulée "Statistical properties of elements in infinite group" ("Propriétés statistiques des éléments dans un groupe infini"), a été dirigée par Benson Farb.
Après avoir terminé son doctorat à l'université de Chicago, Dani a occupé des postes postdoctoraux à l'université de l'Oklahoma à Norman, Oklahoma et à l'université Emory à Atlanta, en Géorgie. Dani a rejoint le corps professoral permanent à l'Université d'État de Louisiane (LSU) en 2009. Elle est actuellement professeure agrégée de mathématiques à LSU.
Dani a donné une série de conférences invitées sur la théorie géométrique des groupes au Mathematical Sciences Research Institute de Berkeley, en Californie, en juin 2015.
Elle a siégé au -Simons Travel Grants Committee de l'American Mathematical Society de 2015 à 2017.

## Prix et distinctions
En 2016, l'Association for Women in Mathematics a décerné à Dani le prix commémoratif Ruth I. Michler. Le prix, décerné chaque année à un professeur agrégé récemment promu, permet au récipiendaire de passer un semestre au département de mathématiques de l'université Cornell à Ithaca, New York, sans obligation d'enseignement. Dani a passé le semestre de printemps 2017 à Cornell, où elle a travaillé avec Tim Riley et interagi avec d'autres membres du corps professoral de Cornell.
Les recherches de Dani ont été soutenues par des subventions de la Fondation nationale pour la science (NSF). Elle a reçu une bourse de collaboration de la Fondation Simons pour soutenir ses recherches de 2016 à 2018,.

## Publications (sélection)
- Abrams, Brady, Dani et Young, « Homological and homotopical Dehn functions are different », Proc. Natl. Acad. Sci. USA, vol. 110, no 48,‎ 2013, p. 19206-19212 (MR 3314816)
- Dani et Thomas, « Divergence in right-angled Coxeter groups », Trans. Amer. Math. Soc., vol. 367, no 5,‎ 2013, p. 3549-3577 (MR 3153947)